# 卡罗尔县 (阿肯色州)
卡罗尔縣（英語：Carroll County）是美國阿肯色州西北部的一個縣，北鄰密蘇里州。面積1,655平方公里。根據美國2000年人口普查，共有人口25,357。縣治有二：贝里维尔（Berryville）和尤里卡斯普林斯（Eureka Springs）。
成立於1833年11月1日，縣名紀念卡羅爾頓的查爾斯·卡羅爾（Charles Carroll of Carrollton），《美國獨立宣言》簽署者中唯一的天主教徒及最晚去世者。本縣為一禁酒的縣。